# 使徒たちの聖体拝領 (バロッチ)
『使徒たちの聖体拝領』（しとたちのせいたいはいりょう、英: Communion of the Apostles）、または『聖餐の創始』（せいさんのそうし、伊: Istituzione dell’Eucaristia、英: Institution of the Eucharist）は、イタリア・ルネサンス後期の画家フェデリコ・バロッチがキャンバス上に油彩で制作した絵画で、「最後の晩餐」を主題としている。ローマのサンタ・マリア・ソプラ・ミネルヴァ聖堂に所蔵されている。アルドブランディーニ家出身のローマ教皇クレメンス8世の家族礼拝堂 (アルドブランディーニ礼拝堂) のために委嘱され、1603-1608年の間に制作された。

## 背景
『使徒たちの聖体拝領』の委嘱につながったのは、おそらくバロッチの『聖母の神殿奉献』 (キエーザ・ヌオ―ヴァ教会 、ローマ) の1603年における公開時のことである。1603年8月13日に教皇は、教会総長とともにウルビーノ公フランチェスコ・マリーア2世・デッラ・ローヴェレ (ジャコモ・ソルボロンゴ＝Giacomo Sorbolongo) にバロッチの祭壇画を取得したい旨を伝えた。この時点ではジュゼッペ・チェーザリ (カヴァリエーレ・ダルピーノ) が教皇の最もお気に入りの画家であり、手紙ではチェーザリにはこの委嘱について知らされないようにとも要請されていた。

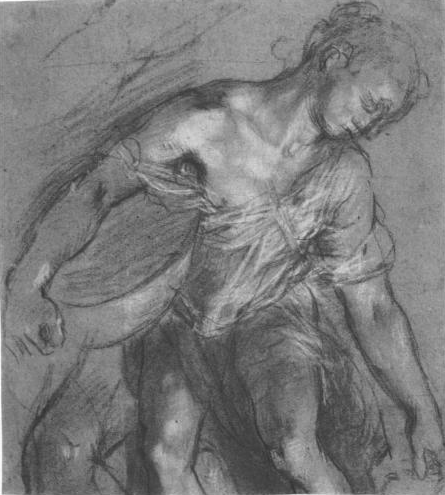
画面下部左側の召使のための習作、1604年ごろ

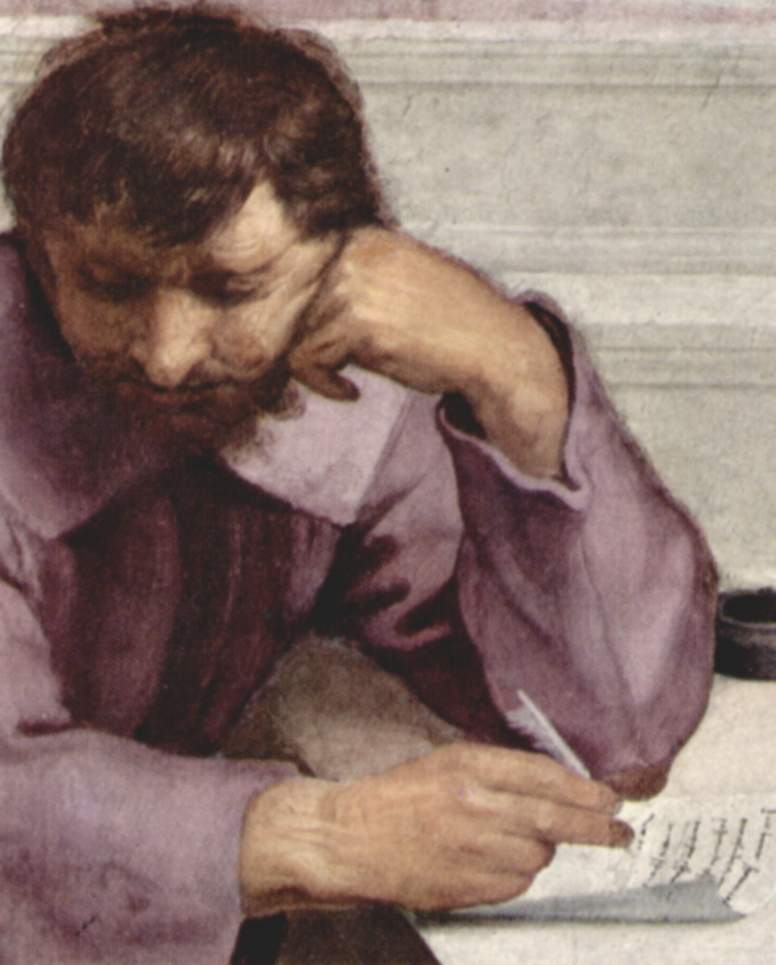
ラファエロ『アテナイの学堂』の部分。ヘラクレイトスとしてのミケランジェロ。

絵画の委嘱はすべてウルビーノでなされ、バロッチに絵画の配置される礼拝堂について多大な情報が供給されるよう努力がなされた。この礼拝堂の壁には、ケルビーノ・アルベルティにより『聖十字架の奇跡』というフレスコ画が描かれていた。ジャン・ピエトロ・ベッロ―リ (Gian Pietro Bellori) は、教皇が準部素描を供給されたと記している。教皇は本来の構想から悪魔が除去されることを望み、その後、夜景図になるよう要請した。

## 作品
場面は屋内、おそらく居酒屋に設定されている。画面奥には輝く銀の食器類が垣間見え、若い給仕がテーブルを整え、きれいにしている。前景にも給仕がいる。構図の中心にイエス・キリストが立ち、画面上部には2人の天使がいる。使徒たちが集まり、跪いてキリストから聖体拝領を受けようとしている。画面右端の他の使徒たちから離れたところに、黄色の服を身に着けたイスカリオテのユダが30デナーリの入った袋を持ち、腕に頬杖をついている。
バロッチはラファエロの『アテナイの学堂』 (ヴァチカン宮殿) からヘラクレイトスの肖像を借用しているが、それは一般にミケランジェロの肖像であると考えられている。意義深いことに、バロッチはミケランジェロの肖像を用いて、イスカリオテのユダを描いている。この関連性を知る鑑賞者にとって、このことはミケランジェロの地位に関する強烈なコメントして解釈されたであろう。さらに、ミケランジェロの対極にある画家で、教皇の教会に、そして示唆的にクレメンス8世に好まれたラファエロから直接借用することにより、バロッチは当時のカトリック教会内における２人の画家の相対的地位についての言及を絵画に描きいれているのである。
バロッチは、この祭壇画に1,500スクーディの報酬を要求した。 価格は間違いなく描かれた人物の数に影響されたものであった。画家は同時期 (1604年) に、ずっと簡素な『キリストの磔刑』 (プラド美術館、マドリード) に300スクーディを受領している。